# Bizoni na tahu
Bizoni na tahu (v anglickém originále Where the Buffalo Roam) je americký hraný film z roku 1980, který natočil režisér Art Linson. Scénář napsal John Kaye podle článků novináře Huntera S. Thompsona a pojednává mj. o jeho vztahu s Oscarem „Zeta“ Acostou. Hunterovu roli ztvárnil komik Bill Murray a dále se ve snímku představili například Bruno Kirby, Peter Boyle a René Auberjonois. Kameramanem filmu byl Tak Fujimoto a originální hudbu složil kanadský písničkář Neil Young. Kromě jeho hudby ve snímku zazněly písně například od Jimiho Hendrixe, Boba Dylana či kapely Creedence Clearwater Revival. Soundtrack k filmu rovněž vyšel samostatně na dlouhohrající gramofonové desce.